# Innovation
Innovation è stato un programma televisivo ideato da Ivo Mej e condotto da Lucia Loffredo insieme a Mej, in onda su LA7 dall'ottobre 2009 al 2012. 
Il programma trattava i temi dell'innovazione tecnologica e del suoi impatto sulla società.
Nella prima edizione andò in onda il sabato mattina, mentre la quinta e ultima edizione è stata trasmessa dal 21 ottobre 2011 il lunedì sera in seconda serata. 
Ogni puntata proponeva le seguenti rubriche:
1. La storia (come la tecnologia cambia e migliora la vita delle persone);
2. Time Machine (la storia di alcune invenzioni tecnologiche);
3. I servizi (le novità in campo tecnologico);
4. I gadget.